# Пурысью
Пурысью (устар. Пурысь) — река в России, протекает по Республике Коми. Устье реки находится в 31 км по правому берегу реки Весляна. Длина реки составляет 38 км. В 25 км от устья по левому берегу впадает река Еджыд-Пурысью.

## Данные водного реестра
По данным государственного водного реестра России относится к Двинско-Печорскому бассейновому округу, водохозяйственный участок реки — Вычегда от города Сыктывкар и до устья, речной подбассейн реки — Вычегда. Речной бассейн реки — Северная Двина.
Код объекта в государственном водном реестре — 03020200212103000022248.